# Demián Álvarez
Demián Álvarez (Soriano, 19 ottobre 1984) è un cestista uruguaiano.

## Carriera
Con l'Uruguay ha disputato i Campionati americani del 2015.